# Kepala Sungai
Kepala Sungai is een bestuurslaag in het regentschap Langkat van de provincie Noord-Sumatra, Indonesië. Kepala Sungai telt 5406 inwoners (volkstelling 2010).